# جيمي دويل (موسيقي)
جيمي دويل (بالإنجليزية: Jimmy Doyle)‏ هو موسيقي أسترالي، ولد في 14 أكتوبر 1945 في سيدني في أستراليا، وتوفي في 5 مايو 2006 بسبب سرطان الكبد.

## وصلات خارجية
- جيمي دويل على موقع ميوزك برينز (الإنجليزية)
- جيمي دويل على موقع ديسكوغز (الإنجليزية)
- جيمي دويل على موقع ديسكوغز (الإنجليزية)